# 平田寺 (牧之原市)
平田寺（へいでんじ）は、静岡県牧之原市にある臨済宗妙心寺派の寺院。号は吸江山。本尊は釈迦如来。

## 歴史
1283年（弘安6年）、龍峯宏雲（上杉頼重の子、足利尊氏の叔父）によって開山された。龍峯宏雲禅師は仏光国師無学祖元の孫弟子。 戦国時代末期に本堂は焼失したが、1786年（天明6年）に田沼意次によって再建された。意次が当地の相良藩の藩主であったことによる。
当寺には「聖武天皇勅書」が所蔵されている。国宝に指定されており、聖武天皇の直筆の他に橘諸兄（左大臣）と藤原豊成（右大臣）の副署もある。そのような勅書が何故当寺にあるのかは不明である。ただ1818年（文政元年）時点で既に当寺の所蔵となっている。

## 文化財

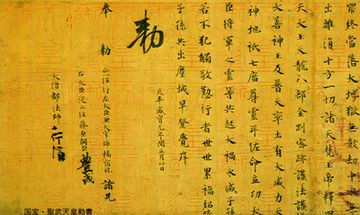
聖武天皇勅書

- 聖武天皇勅書（天平感宝元年閏五月廿日）（国宝 昭和27年3月29日指定）[3]
- 平田寺宝塔（静岡県指定有形文化財 昭和45年6月2日指定）[4]
- 平田寺文書（静岡県指定有形文化財 昭和55年3月21日指定）[5]
- 平田寺本堂（牧之原市指定文化財）[6]

## 交通アクセス
- 大沢ICより車4分。